# Mesoleius nimis
Mesoleius nimis là một loài tò vò trong họ Ichneumonidae.